# Petite-Réserve
Petite-Réserve est une communauté non incorporée qui fait partie de la paroisse civile de Grimmer dans le comté de Restigouche au nord-ouest du Nouveau-Brunswick au Canada

## Annexe